# مات مايزجا
مات مايزجا (بالإنجليزية: Matt Miazga)‏ (19 يوليو 1995 الولايات المتحدة - ) هو لاعب كرة قدم أمريكي، يلعب كمدافع.

## وصلات خارجية
مات مايزجا على موقع الاتحاد الدولي (مؤرشف)  (الإنجليزية)
- مات مايزجا على موقع الاتحاد الأوربي (الإنجليزية)
- مات مايزجا على موقع الدوري الأمريكي (الإنجليزية)
- مات مايزجا على موقع قاعدة بيانات كرة القدم.إي يو (الإنجليزية)
- مات مايزجا على موقع ليكيب (الفرنسية)
- مات مايزجا على موقع ناشيونال فوتبول تيمز (الإنجليزية)
- مات مايزجا على موقع Soccerbase.com (لاعب) (الإنجليزية)
- مات مايزجا على موقع Soccerway.com (الإنجليزية)
- مات مايزجا على موقع عالم كرة القدم.نت (الإنجليزية)
- مات مايزجا على موقع AS.com (الإسبانية)